# Irina Burduja
Irina Burduja (* Kišiněv) je tanečnice moldavského původu, první sólistka baletu Národního divadla v Praze.

## Životopis
Svou taneční kariéru v roce 2010 zahájila jako členka baletního souboru Státní opery Praha. V sezoně 2012/2013 přestoupila do Baletu Národního divadla, v roce 2015 se stala demisólistkou. V dubnu 2021 byla jmenována sólistkou Baletu ND. O rok později následovalo jmenování první sólistkou za výkon v roli Julie při pražské premiéře baletu Johna Cranko Romeo a Julie.